# Ponte Jugorskij
Il ponte Jugorskij (in russo Югорский мост?, Jugorskij Most, conosciuto anche come ponte di Surgut, è un ponte stradale che attraversa il fiume Ob' presso la città di Surgut, nel circondario autonomo degli Chanty-Mansi-Jugra in Russia.

## Storia e descrizione

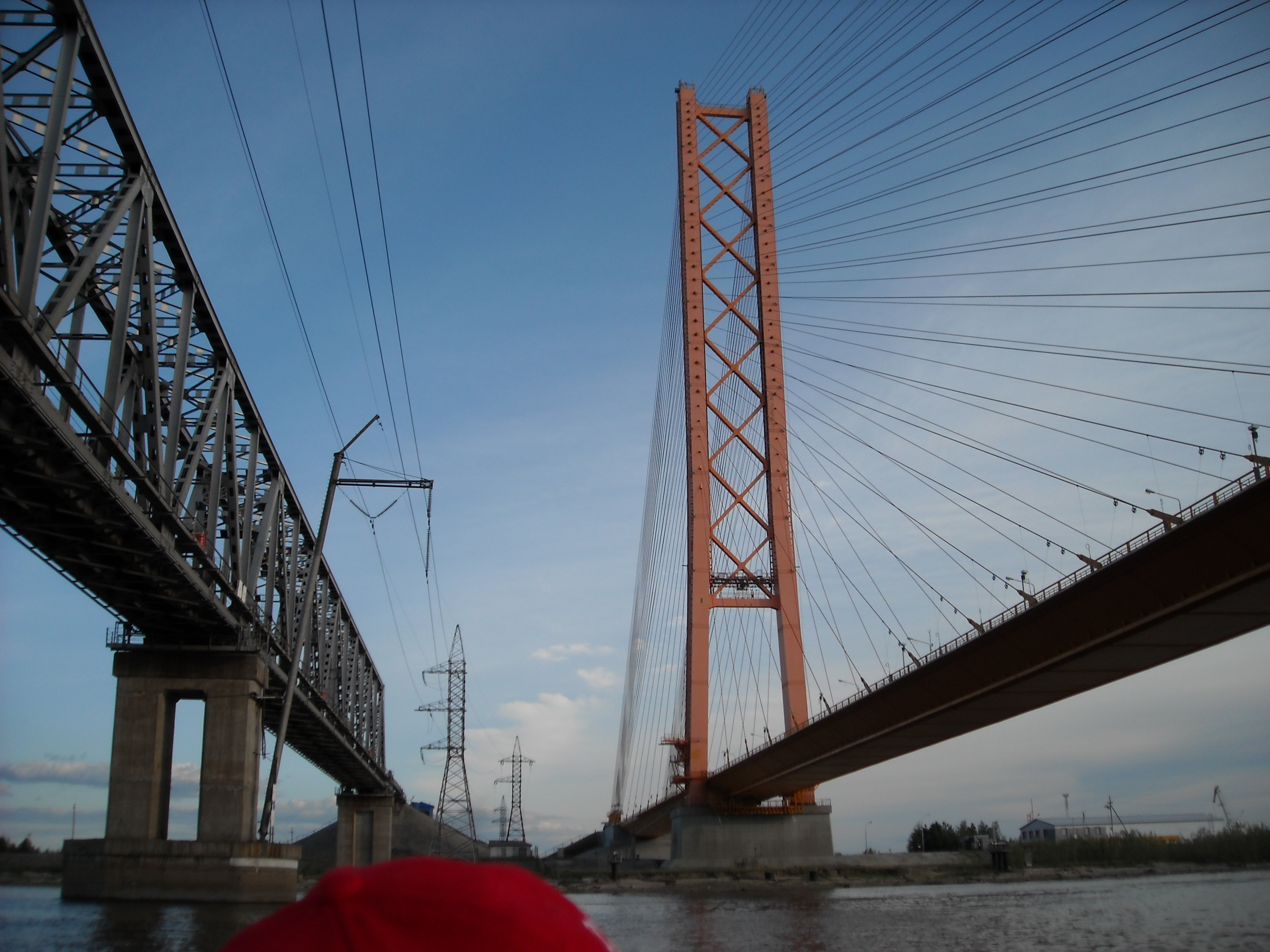
Il ponte Jugorskij con accanto il ponte ferroviario

Il ponte si trova una decina di chilometri ad ovest di Surgut, lungo la strada che collega la città con Neftejugansk. La sua costruzione è iniziata nel 1995 e terminata nel giugno 2000. La struttura è stata inaugurata e aperta al traffico il 16 settembre 2000.
Prima della sua apertura nella regione era possibile attraversare il fiume Ob' solo grazie ad un servizio di traghetti in estate o passando sulla superficie ghiacciata del fiume in inverno.
Il ponte ha una lunghezza complessiva di 2110 metri, suddivisa in 14 campate. La campata principale, con una luce di 408 metri, è sorretta da un singolo pilone in acciaio alto 149 metri, dal quale partono gli stralli metallici che sorreggono l'impalcato. Per gli stralli sono stati usati 130 speciali cavi metallici da 70 millimetri di diametro, in grado di resistere anche a temperature di -60 °C. La lunghezza complessiva di tutti i cavi è di circa 26 chilometri.
Al momento della sua inaugurazione il ponte è entrato nel Guinness dei primati come ponte strallato sorretto da un singolo pilone con campata più lunga al mondo, superando il ponte Flehe sul fiume Reno in Germania.
L'impalcato del ponte, largo 14 metri, si trova a 16 metri di altezza rispetto al livello del fiume e ospita due corsie per il traffico veicolare, una per senso di marcia, oltre a due corsie di emergenza.
Accanto al ponte, nei pressi del pilone, si trova un piccolo museo dedicato alla struttura. A circa 50 metri ad est del ponte corre un ponte ferroviario.

## Nella cultura di massa

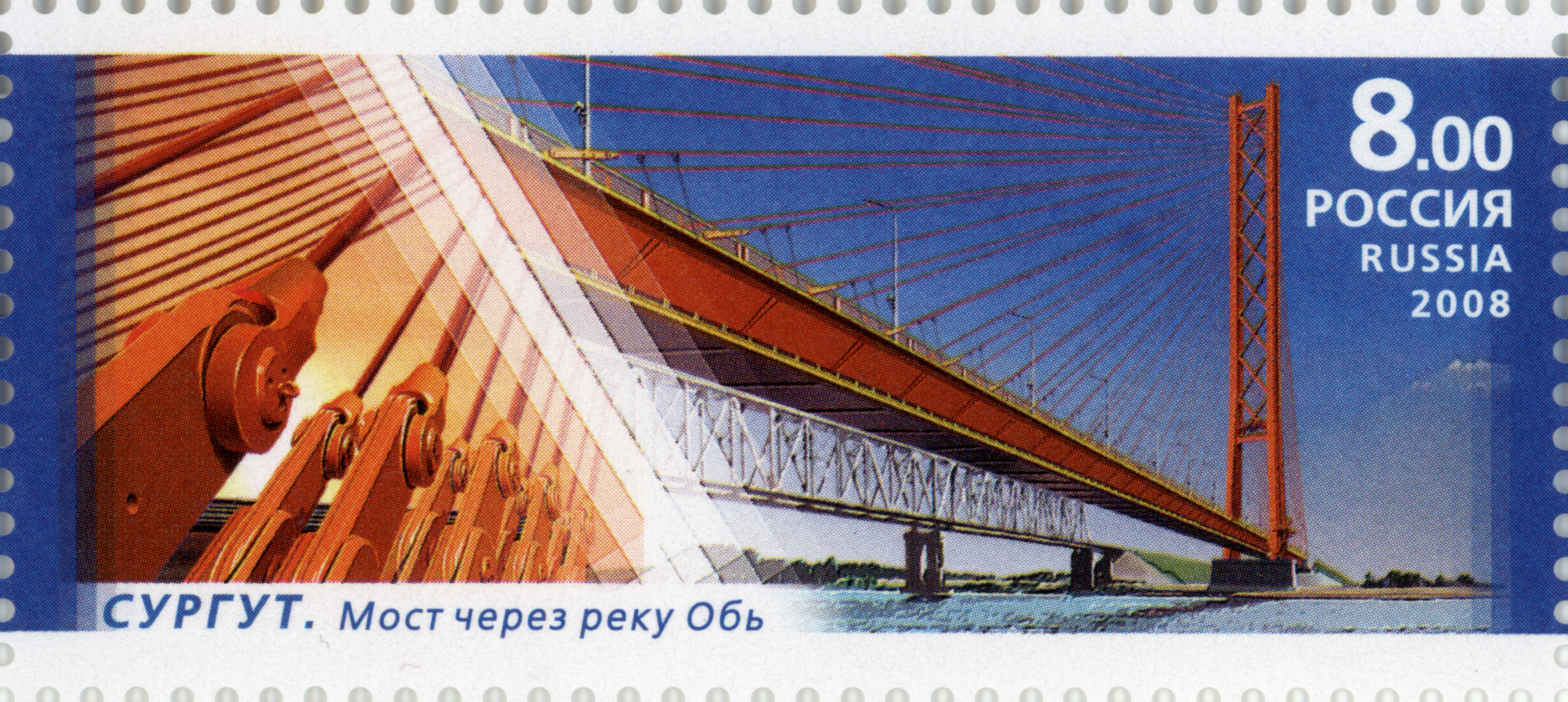
Il francobollo dedicato al ponte

Nel 2008 Počta Rossii, l'azienda di servizi postali della Federazione russa, ha emesso un francobollo commemorativo raffigurante il ponte.
Nel 2013 attraverso un sondaggio online il ponte si è classificato al terzo posto come ponte più bello della Russia, alle spalle del ponte Muromskij sul fiume Oka presso la città di Murom e al ponte Drago Rosso sul fiume Irtyš a Chanty-Mansijsk.